# Amber (Índia)
Amber o Amer és una ciutat de l'estat de Rajasthan, l'Índia a uns 5 km al nord de la morderna Jaipur. Conquerida pels rajputs el 1037 al mines Susawat (segons la tradició) o potser ja al segle xii, fou capital de la Rajputana fins a ésser substituïda per Jaipur el 1728. Actualment és deshabitada.
El nom d'Amber és mencionat per primera vegada per Claudi Ptolemeu. Fundada per la tribu dels Minas, fou presa, el 1037, pels rajputs Kachhwaha al rei dels Susavat Mines. El rajputs en van fer la capital fins que l'abandonaren en benefici de Jaipur, una ciutat moderna construïda, el 1727, a una desena de quilòmetres. Durant aquest temps l'estat es va dir també Amber.
La situació pictòrica de la fortalesa d'Amber, a la sortida d'un coll de muntanya, en la qual s'amaga un bonic llac, ha atret l'admiració de molts viatgers. El 2013 va ser declarat patrimoni de la Humanitat per la UNESCO.
Conserva molts monuments, entre els quals el palau de Man Singh i el temple de Vixnu, decorats amb mosaics i escultures de marbre. El vell palau, començat per Man Singh I cap al 1600, només és superat pel de Gwalior. L'edifici principal és el Diwan-i-Khas construït per Mirza Raja. Els visitants poden pujar cap a fortalesa en un curt trajecte en elefant seguint la tradició.

## Llocs d'interés
- La fortalesa d'Amber, declarat patrimoni de la Humanitat des de 2013[3]